# D'après une histoire vraie
D'après une histoire vraie (no Brasil: Baseado em Fatos Reais) é um filme de suspense psicológico francês de 2017 dirigido por Roman Polanski e escrito em parceria com Olivier Assayas, adaptado do romance homônimo de Delphine de Vigan. Foi exibido fora de competição no Festival de Cinema de Cannes de 2017.

## Elenco
- Emmanuelle Seigner como Delphine Dayrieux
- Eva Green como Elle
- Vincent Perez como François
- Dominique Pinon como Raymond
- Camille Chamoux como Oriane
- Brigitte Roüan como A documentarista
- Josée Dayan como Karina
- Noémie Lvovsky como A inspetora
- Damien Bonnard como O poleiro